# Nati nel 1395
| Questa pagina contiene informazioni ricavate automaticamente dalle voci biografiche con l'ausilio del template Bio e di un bot. L'aggiornamento è periodico e automatico e ricostruisce completamente la pagina. Se manca una persona in questa lista, sei pregato di non aggiungerla, ma accertati piuttosto che la sua voce biografica contenga il template Bio e che i dati anagrafici siano correttamente compilati. Se il template Bio manca, inseriscilo tu stesso o, in alternativa, metti l'avviso {{tmp\|Bio}} che ne segnala la mancanza. Se i dati riportati sono sbagliati, correggi direttamente la voce biografica; le modifiche saranno visibili in questa lista entro pochi giorni. Per chiarimenti vedi il progetto biografie. La lista contiene solo le 22 persone che sono citate nell'enciclopedia e per le quali è stato implementato correttamente il template Bio. Pagina aggiornata al 10 ago 2025. |

- 11 gennaio - Michela di Valois, francese († 1422)
- 23 marzo - Giovanni Giacomo del Monferrato, marchese († 1445)
- 29 marzo - John Holland, II duca di Exeter, nobile e militare inglese († 1447)
- 3 aprile - Giorgio di Trebisonda, filosofo e umanista bizantino
- 1º giugno - Gianfrancesco Gonzaga, condottiero italiano († 1444)
- 1º giugno - Luca Pitti, banchiere italiano († 1473)
- 26 giugno - Margherita d'Asburgo, nobile († 1447)
- Leonardo Alighieri, nobile e politico italiano († 1441)
- Caterina di Brunswick-Lüneburg, nobile († 1442)
- Alain Chartier, poeta e scrittore francese († 1430)
- Jacques Cœur, mercante francese († 1456)
- Bartolomeo Colleoni, condottiero italiano († 1475)
- Niccolò de' Conti, esploratore italiano († 1469)
- Jean de Créquy, cavaliere medievale francese († 1474)
- Giovanni Eugenico, teologo bizantino († 1456)
- Isabella di Navarra, principessa
- Jean Le Fèvre de Saint-Remy, storico francese († 1468)
- Juan de Segovia, teologo e arcivescovo cattolico spagnolo († 1458)
- Filippa della Tavola, italiana († 1419)
- Tristão Vaz Teixeira, navigatore e esploratore portoghese († 1480)
- Alfonso de Paradinas, religioso spagnolo († 1485)
- Jean de Wavrin, militare e letterato francese († 1475)